# Schimanski: Schicht im Schacht
Schicht im Schacht ist ein Fernsehfilm aus der Kriminalreihe Schimanski der ARD.
Der Film wurde von Colonia Media produziert und am 20. Juli 2008 zum ersten Mal gesendet. Er ist die 15. Folge der Schimanski-Reihe mit Götz George.

## Handlung

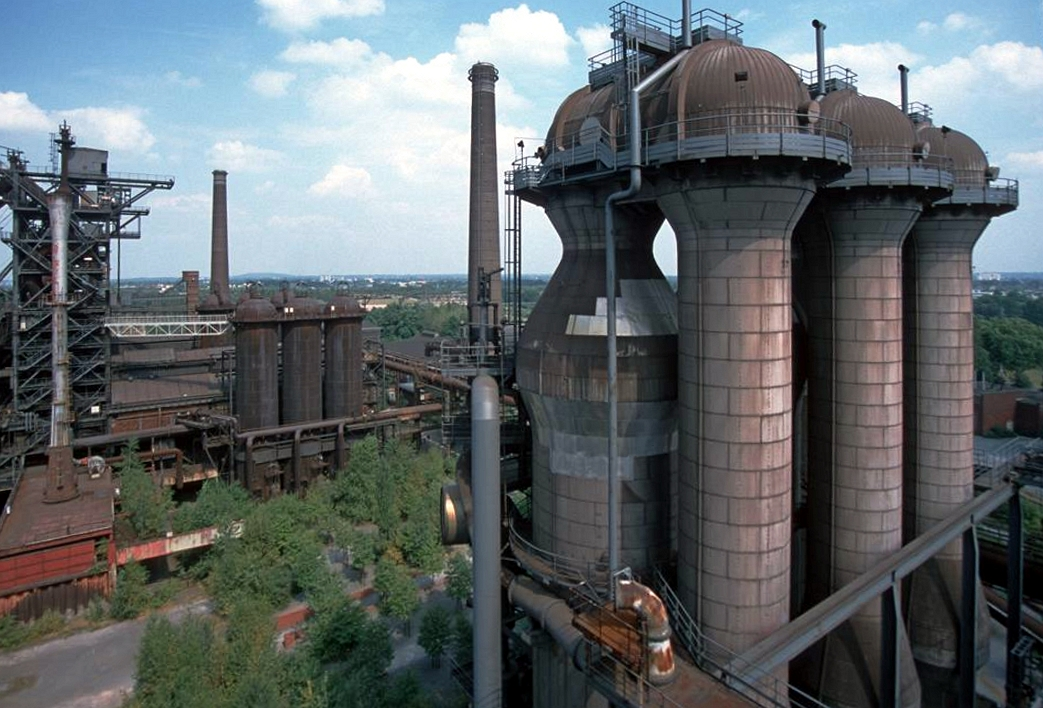
Landschaftspark Duisburg-Nord, Tatort in Schicht im Schacht

Schimanski soll Hänschen zum Angelurlaub von einem Tatort im Landschaftspark Duisburg-Nord abholen, wo die tote Natalie von ihrem Nachbarn, dem Rentner Heinz Budarek aufgefunden wurde. Die Tat gleicht dem Mord an dessen Tochter Tanja Budarek, den Schimanski vor sechs Jahren nicht lösen konnte. Beide Opfer hatten ihren Slip im Mund. Als Schimanski von Hunger angerufen und auf dieses Detail aufmerksam gemacht wird, fühlt sich der Ex-Polizist dafür verantwortlich, lässt Hänschen allein beim Angeln zurück und stattet einem der damaligen verdächtigen, Bennert, einen Besuch in Amsterdam ab. Währenddessen nimmt Hunger den Drogensüchtigen Thomas Kosslick fest, der von Zeugen am Tatort beobachtet wurde und laut Akte vor ihrem Tod einen Streit mit Natalie hatte.
Als Schimanski in der Gerichtsmedizin Natalies Leiche in Augenschein nimmt, wird er von Hunger mit der Festnahme Kosslicks überrascht, woraufhin Schimanski versucht, diesen im Untersuchungsgefängnis zu befragen. Kosslick lenkt seine Aufmerksamkeit jedoch auf seinen alten Freund und Verlobten der Toten, Callcenter-Besitzer Martin Wetschek, da dieser auch eine Beziehung mit Budareks Tochter hatte. Wetschek, der von Budarek wie ein Sohn aufgezogen wurde, erzählt Schimanski, dass Natalie schwanger war. Als Schimanski nach Hause kommt, muss er feststellen das Marie-Claire seine Wohnung für eine spirituelle Therapiesitzung umgebaut hat und bittet ihn woanders zu nächtigen. Bei Natalies Arbeitgeber, einem Friseur, erfährt er, dass sie einen eigenen Laden eröffnen wollte und dafür irgendwo viel Geld erhalten hatte. Bei einer weiteren Tatortbegehung findet Schimanski ein Foto mit Blumen einer Freundin von Natalie und muss notgedrungen in Hänschens Büro übernachten.
Am nächsten Tag trifft Bennert in Duisburg ein und trifft Daniela Budarek mit ihrer Tochter vor Natalies Grab an, jedoch ist Daniela nicht gut auf ihn zu sprechen. Bennert sucht darauf seinen alten Freund Wetschek auf und sie mutmaßen über das weitere Vorgehen der Polizei. Hunger, der Schimanski vor dem Haus der Budareks antrifft, wirft dem alten Budarek vor, mit dem Mord an Natalie etwas zu tun zu haben, da Farbspuren auf Natalies Kleidung gefunden wurden. Budarek wird vorsichtshalber von Hunger festgenommen und worauf dieser aus unerklärlichen Gründen gesteht, der Leiche den Slip in den Mund gesteckt zu haben. Kosslick, der gerade entlassen wurde, wird von Wetschek abgeholt, um sich mit Bennert am Rhein zu treffen und dessen Loyalität zueinander zu prüfen. Budareks Tochter Daniela ist erstaunt, als sie von Schimanski erfährt, dass ihr Vater etwas mit dem Mord zu tun haben soll. Derweil hat Schimanski Natalies Freundin Laura ausfindig gemacht und erfährt von ihr, dass Natalie von ihrem Chef schwanger war, abtrieb und durch eine nachfolgende Infektion nicht mehr schwanger werden konnte. Die Abtreibung wird von Hunger bestätigt und dass der Laden des Opfers bereits mit 18.000 Euro angezahlt wurde. Wetschek taucht plötzlich bei den Budareks auf und es kommt zu einer Auseinandersetzung mit dem alten Budarek, der seiner Stahlwerksvergangenheit nachtrauert und Wetscheks Callcenter als Ausbeuterei missbilligt.
Schimanski konfrontiert den Friseur mit seiner Affäre mit Natalie, der zugibt nur die Zulassungspapiere als Gegenleistung gefälscht zu haben. Bei einem Besuch Schimanskis bei Kosslick kann er diesem entlocken, dass er Natalie dabei geholfen hatte, mit Drogengeschäften etwas Geld zu verdienen. Schimanski wird nun klar woher sie das Geld hatte. Nachdem er Kosslick, Bennert und Wetschek mit seinen neuen Erkenntnissen auf den Zahn gefühlt hat, wird er von zwei von ihnen nach einem Treffen mit Laura niedergeschlagen. Bennert, der dabei nicht teilgenommen hat, versucht verzweifelt Daniela näher zu kommen, um herauszufinden, ob er der Vater ihrer kleinen Tochter ist. Wetschek tötet Bennert aus Misstrauen mit dem gleichen Gegenstand, mit dem er zuvor Schimanski niedergeschlagen hatte und versucht, Kosslick mit einer Überdosis Drogen auszuschalten. Schimanski findet Kosslick rechtzeitig und erfährt im Krankenhaus von ihm, dass alle drei vor sechs Jahren Daniela vergewaltigt hatten. Wetschek wird aufgrund der Beweislast von Hunger verhaftet, streitet jedoch den Mord an den Frauen ab. Schimanski eröffnet ihr, dass er von ihrem Geheimnis weiß. Doch plötzlich fällt Schimanski nach der Verhaftung von Wetschek auf einem Hochzeitsfoto auf, dass der Hochzeitsstrauß bei der Leiche fehlte. Daniela gibt zu Tanja wegen der Vergewaltigung getötet zu haben, weil sie dabei mithalf. Natalie musste sterben, als sie entdeckte, dass ihr Kind von ihrem Verlobten Wetschek stammte und von ihr als Gegenleistung des Schweigens das Kind haben wollte. Den Slip habe Daniela bei der Vergewaltigung im Mund gehabt und wollte diese Schmach auch ihre Opfer spüren lassen. Nach Abschluss des Falles widmet sich Schimanski voll und ganz Hänschen Angelexkurs und es gelingt ihnen, den Wettbewerb mit einem Prachtexemplar zu gewinnen.

## Hintergrund
Die Traumsequenz zu Anfang ist die Endszene aus dem letzten Schimanski-Tatort: Der Fall Schimanski (1991), in dem Schimanski mit einem Flugdrachen über Duisburg entschwebt.
Der Gewinn des Anglerwettbewerbs wird am Ende nur in Standbildern gezeigt.
Matthias Redlhammer spielte in den ersten Schimanski-Filmen zwischen 1997 und 1999 die Rolle des peniblen Kriminalbeamten Krieger.